# Teatro de bulevar
El teatro de bulevar es un género teatral francés nacido en los teatros comerciales de los bulevares de París. Tradicionalmente es promovido por compañías de teatro privadas.

## Origen
El bulevar como estética teatral surge a partir de la segunda mitad del siglo XVIII en los bulevares de la ciudad vieja de París. El teatro burgués y popular se instala en el Bulevar del Temple, fuera del perímetro elegante de la ciudad, denominado popularmente “Bulevar del Crimen”, llamado así debido a los numerosos melodramas e historias de asesinatos que se muestran en él. Otra de las atracciones es el Teatro de Feria, (en francés: Théâtre de Foire), en el que se exhiben pantomimas, acrobacias, espectáculos con animales, fuegos artificiales, etcétera. Eran lugares donde se hacía un tipo de teatro con un repertorio totalmente anticonvencional, bastante distanciado del teatro de la alta sociedad.
A partir del Segundo Imperio, el teatro de bulevar es una forma de vodevil.

## Estilo
Promovido por las compañías de teatro privadas, predominan las comedias pero también se incluyen dramas. A excepción de Edmond Rostand, el diálogo es casi siempre en prosa, de tipo realista pero enmarcado en situaciones irreales. Frecuentemente, la intención es sorprender al público con acontecimientos inusuales o extremos a los que se ven sometidos los personajes que son esbozados con escasa complejidad, ordinarios, fácilmente comprensibles. Las obras están concebidas como puro entretenimiento y se suelen evitar temas polémicos como la religión o la política.
El máximo exponente de este estilo teatral es Georges Feydeau.

## Lista de dramaturgos
| - Marcel Achard - Jean Anouilh - Émile Augier - Marcel Aymé - Pierre Barillet - Henry Bataille - Henry Becque - Tristan Bernard - Henri Bernstein - Henri-Frédéric Blanc - Édouard Bourdet - Alexandre Breffort - Marc Camoletti - Isabelle Candelier - Alfred Capus - Gaston Arman de Caillavet - Jean Cocteau - Georges Courteline | - Lucien Descaves - Jacques Deval - Maurice Donnay - Françoise Dorin - Alexandre Dumas, fils - Georges Feydeau - Robert de Flers - Jean-Pierre Gredy - Sacha Guitry - Albert Husson - Eugène Labiche - Henri Lavedan - Julien Luchaire - Claude Magnier - Félicien Marceau - Marcel Mithois - Marcel Pagnol - René Charles Guilbert de Pixérécourt | - Jean Poiret - Georges de Porto-Riche - Claude-André Puget - Jules Romain - Edmond Rostand - André Roussin - Armand Salacrou - Victorien Sardou - Jean Sarment - Eugène Scribe - Robert Thomas - Francis Veber - Louis Verneuil - Maurice Yvain |